# Leucoblepharis
Leucoblepharis, monotipski rod glavočika smješten u podtribus Athroisminae, dio tribusa Athroismeae, potporodica Asteroideae. 
Jedina vrsta je indijski endem L. subsessilis, nekada uključivan u rod Blepharispermum. To je uspravni podgrm s drvenastim korijenom, koja naraste do 1.5 m. visine. Stabljika je pojedinačna ili višestruka koja proizlazi iz korijena; mlada stabljika je zelenkasta i čvrsta, a zrele su šuplje. Listovi su jednostavni, naizmjenični, bez dlačica, bez ili skoro bez peteljki, fino mrežasti. 
Cvjetovi se nose u cvjetnim glavicama ili glavama. Glave su bijele boje, pojedinačne, na krajevima grana, skupljene u kuglaste grozdove. Ženskih cvjetića ima 2, a dvospolnih 3-8 u svakoj glavici. Aheniji unutarnjih dvospolnih cvjetova relativno su manji od vanjskih ženskih cvjetova. Obje vrste ahenija imaju papus s malo čekinja ili kratke dlake.
Porijeklom je iz Indije. Cvatnja: srpanj-rujan.

## Sinonimi
- Blepharispermum subsessile DC.